# لوسي شيرير
لوسي شيرير (بالألمانية: Lucy Scherer)‏ هي مغنية وممثلة ألمانية، ولدت في 5 أبريل 1981 في ميونخ في ألمانيا.

## وصلات خارجية
- لوسي شيرير على موقع IMDb (الإنجليزية)
- لوسي شيرير على موقع ميوزك برينز (الإنجليزية)
- لوسي شيرير على موقع ديسكوغز (الإنجليزية)
- لوسي شيرير على موقع كينوبويسك (الروسية)